# Kafr Szubra Balula
Kafr Szubra Balula (arab. كفر شبرا بلولة) – miejscowość w Egipcie, w muhafazie Al-Minufijja. W 2006 roku liczyła 4420 mieszkańców.